# Wilhelm Steffens
E. A. Wilhelm Steffens (* 22. August 1883 in Braunschweig; † 3. April 1970 in Münster) war ein deutscher Lehrer, Historiker und Politiker (DVP).

## Leben
Wilhelm Steffens wurde als Sohn eines Kammervirtuosen geboren. Nach dem Abitur am Gymnasium in Braunschweig studierte er Geschichte, Germanistik und Philosophie an der Georg-August-Universität Göttingen. Er promovierte 1906 zum Dr. phil. (Dissertation: Hardenberg und die ständische Opposition 1810/1811) und bestand 1907 das Staatsexamen. Im Anschluss trat er in den Schuldienst ein und war zunächst als Lehrer an den Gymnasien in Frankfurt (Oder) und Brandenburg an der Havel tätig. 1910 bekam er eine Stellung als Oberlehrer in Berlin-Wilmersdorf. Von 1914 bis 1918 nahm er als Soldat am Ersten Weltkrieg teil.
1918 wurde Steffens als Direktor an das Städtische Lyzeum von Bartenstein berufen. Er wechselte 1924 als Oberstudiendirektor an die Winrich von Kniprode-Schule (Staatliches Gymnasium und Aufbauschule) in Marienburg und erhielt 1933 eine Stellung als Gymnasialdirektor am Schillergymnasium in Münster. Während der Zeit der Weimarer Republik war Steffens Mitglied der Deutschen Volkspartei (DVP), für die er von 1921 bis 1932 als Abgeordneter dem Preußischen Landtag angehörte. Daneben betätigte er sich als Historiker mit dem Schwerpunkt für westfälische Landesgeschichte. Er war seit 1934 Mitglied der Historischen Kommission für Westfalen und wurde 1963 deren Ehrenmitglied.

## Ehrungen
- Ehrendoktor der Philosophischen Fakultät der Westfälischen Wilhelms-Universität Münster (Dr. phil. h. c.)
- Bundesverdienstkreuz